# Cheval dans l'Égypte antique
Les avantages militaires mis à part, le cheval dans l'Égypte antique va être utilisé comme un nouvel attribut de la puissance des pharaons ; dès la fin de l'occupation hyksôs, les liens avec la Mésopotamie permettent aux Égyptiens de découvrir cet animal et de se familiariser avec la charrerie.

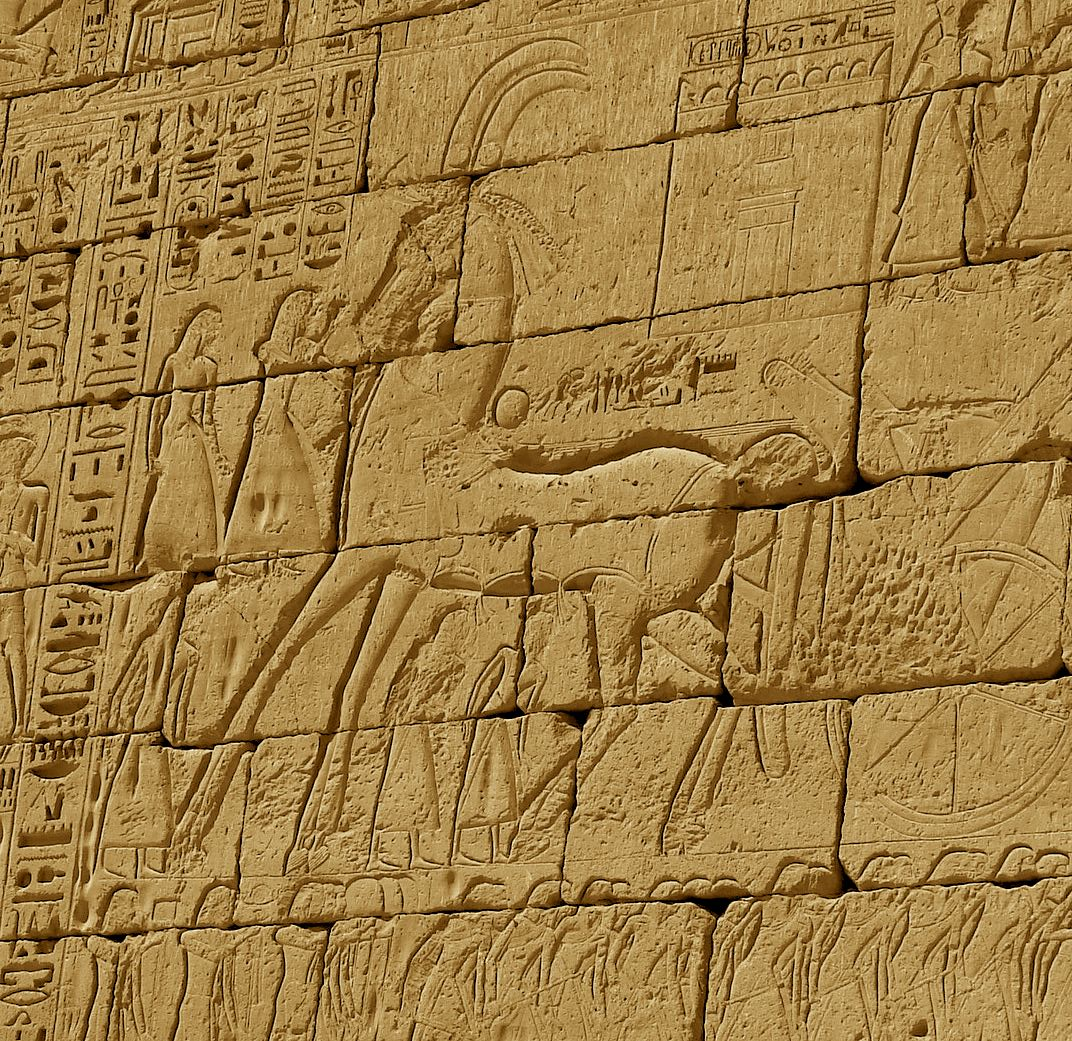
Bas-relief sculpté sur un mur du temple de Médinet Habou

La plus ancienne représentation d'un roi sur son char figure sur un scarabée de Thoutmôsis Ier conservé au British Museum. Par la suite, tous les pharaons du Nouvel Empire, depuis Amenhotep II foulant les ennemis de l'Égypte ou s'exerçant au tir à l'arc, jusqu'à Thoutmôsis IV s'entrainant au pied des pyramides de Gizeh, se feront représenter sur leur char.
Séthi Ier, avec les représentations monumentales du mur nord de la grande salle hypostyle du temple de Karnak, met en place une nouvelle iconographie des scènes de bataille qui s'est ensuite perpétuée durant toute la période ramesside.

## Nom des attelages royaux
Séthi Ier se plaît à associer son image à la vigueur de ses coursiers et ajoute une distinction particulière en leur attribuant un nom. Sur toutes les représentations du char royal, une inscription distingue les chevaux royaux : « Premier Grand Attelage de Sa Majesté ». Cependant on ne distingue pas un, mais sept attelages différents ; ils portent les noms suivants :
- « Amon est vaillant »,
- « Amon donne le pouvoir »,
- « Amon lui assigne la vaillance », également appelé « Anat est contente »,
- « Amon qui repousse les neuf arcs »,
- « Celui qui écrase les pays étrangers »,
- « Grand en triomphe »,
- « Triomphe à Thèbes ».

Les chars égyptiens étant tirés par deux coursiers, les mentions semblent ne faire référence qu'à un seul animal, le mettant en valeur parmi d'autres.
Dans deux cas, le nom est double, faisant référence à Amon associé à une déesse, Anat ou Mout. Les chevaux, un mâle et une femelle, sont donc assimilés à ces dieu et déesse, donnant un rôle protecteur dans la bataille ; ainsi placés sous leur protection, le souverain peut être assimilé à Khonsou, fils d'Amon et de Mout.
Par la suite, seuls trois pharaons, Ramsès II, Mérenptah et Ramsès III, ont attribué des noms à leurs attelages dans le souci de respecter et de perpétuer la tradition instaurée par Séthi Ier.

## Écuries royales
Ramsès II est totalement dévoué à ses chevaux ; hormis l'ensemble des chevaux de son armée, le haras royal abritait environ quatre cents chevaux et leurs palefreniers. Chaque animal disposait d'une stalle dans laquelle se trouvait une pierre d'attache avec son nom inscrit sur le mur.